# El cazador de cerebros
El cazador de cerebros es un programa de televisión de divulgación científica producido por Minifilms, y emitido por La 2 de Televisión Española. Cumplió 100 episodios el 9 de junio de 2024.   

## Formato
Está dirigido y presentado por Pere Estupinyà. Trata diversos temas científicos a través de las mentes más brillantes de la actualidad para que nos contagien su sabiduría sobre el funcionamiento de las sociedades, la naturaleza, nuestro cuerpo, la tecnología y la mente humana. Comenzó su emisión el 10 de septiembre de 2016.
La primera temporada consta de 13 capítulos de 30 minutos de duración. En su octava temporada celebró los 100 capítulos, todos disponibles para ver en línea en la web del programa. Y lo hizo con un programa especial con siete jóvenes investigadores que liderarán los avances científicos del futuro.  

## Historia
El espacio semanal es una idea original de Pere Estupinyà basada en sus libros El ladrón de cerebros (2010) y en su programa de televisión previo, de 2015, El ladrón de cerebros en Ecuador.
Consiste en 30 minutos de entrevistas a diferentes expertos en una temática relacionada con la materia científica que se esté analizando. Ofreciendo una visión futurista pero teniendo siempre la ciencia como base.  

### El Ladrón de Cerebros en Ecuador (2015)
| Núm. | Fecha de emisión | Título                                   | Link      |
| ---- | ---------------- | ---------------------------------------- | --------- |
| 1    | 09.03.2015       | El futuro desde Ecuador                  | (youtube) |
| 2    | 09.03.2015       | Bioriqueza                               | (youtube) |
| 3    | 09.03.2015       | Nanotecnología de Ecuador                | (youtube) |
| 4    | 09.03.2015       | La geodiversidad del Ecuador             | (youtube) |
| 5    | 09.03.2015       | La amenaza del cambio climático          | (youtube) |
| 6    | 09.03.2015       | Cuerpo sano, mente feliz                 | (youtube) |
| 7    | 09.03.2015       | Reconstruyendo el pasado con ciencia     | (youtube) |
| 8    | 09.03.2015       | Del cosmos a los átomos                  | (youtube) |
| 9    | 09.03.2015       | Los misterios de la Amazonía             | (youtube) |
| 10   | 09.03.2015       | El cerebro humano                        | (youtube) |
| 11   | 09.03.2015       | Galápagos, especies en vías de salvación | (youtube) |
| 12   | 09.03.2015       | La revolución de la genética             | (youtube) |
| 13   | 09.03.2015       | Innovadores del presente y el futuro     | (youtube) |

## Temporadas

### Temporada 1 (2016)
| Núm. | Fecha de emisión | Título                               | Audiencia      | Link           |
| ---- | ---------------- | ------------------------------------ | -------------- | -------------- |
| 1    | 10.09.2016       | El futuro de la medicina             | 88.000 (1,1%)  | (rtve.es/play) |
| 2    | 17.09.2016       | Una máquina del tiempo en Burgos     | 174.000 (2,0%) | (rtve.es/play) |
| 3    | 24.09.2016       | Hacia un nuevo modelo energético     | 121.000 (1,0%) | (rtve.es/play) |
| 4    | 01.10.2016       | Hacia lo más profundo del cerebro    | 92.000 (1,0%)  | (rtve.es/play) |
| 5    | 08.10.2016       | La nutrición personalizada           | 183.000 (2,0%) | (rtve.es/play) |
| 6    | 15.10.2016       | Músculos, corazón y mente            | 146.000 (1,5%) | (rtve.es/play) |
| 7    | 22.10.2016       | La vida después del móvil            | 247.000 (2,1%) | (rtve.es/play) |
| 8    | 29.10.2016       | A siete metros del Big Bang          | 93.000 (0,8%)  | (rtve.es/play) |
| 9    | 05.11.2016       | ¿Querrías saber tu destino genético? | 187.000 (1,5%) | (rtve.es/play) |
| 10   | 12.11.2016       | En qué sueñan los científicos        | 229.000 (1,8%) | (rtve.es/play) |
| 11   | 19.11.2016       | Cómo decide el inconsciente          | 387.000 (3,2%) | (rtve.es/play) |
| 12   | 26.11.2016       | La ciencia del sexo                  | 293.000 (2,3%) | (rtve.es/play) |
| 13   | 03.12.2016       | De la ciencia a la acción            | 196.000 (1,6%) | (rtve.es/play) |

### Temporada 2 (2017)
| Núm. | Fecha de emisión | Título                                | Audiencia      | Link           |
| ---- | ---------------- | ------------------------------------- | -------------- | -------------- |
| 1    | 12.09.2017       | Inteligencia artificial               | 88.000 (0,7%)  | (rtve.es/play) |
| 2    | 19.09.2017       | Viaje a Marte                         | 95.000 (0,7%)  | (rtve.es/play) |
| 3    | 26.09.2017       | Felicidad urbana                      | 125.000 (0,8%) | (rtve.es/play) |
| 4    | 03.10.2017       | El rincón más interesante del planeta | 81.000 (0,5%)  | (rtve.es/play) |
| 5    | 10.10.2017       | La ciencia del embarazo               | 94.000 (0,6%)  | (rtve.es/play) |
| 6    | 17.10.2017       | Alimentar al planeta                  | 116.000 (0,7%) | (rtve.es/play) |
| 7    | 24.10.2017       | Extinción o salvación                 | 221.000 (1,4%) | (rtve.es/play) |
| 8    | 31.10.2017       | Neuroespiados                         | 100.000 (0,7%) | (rtve.es/play) |
| 9    | 07.11.2017       | Cómo potenciar el cerebro             | 162.000 (1,0%) | (rtve.es/play) |
| 10   | 14.11.2017       | El reloj interno                      | 213.000 (1,3%) | (rtve.es/play) |
| 11   | 21.11.2017       | Curarse en salud                      | 112.000 (0,7%) | (rtve.es/play) |
| 12   | 28.11.2017       | Hacking life, modificando la vida     | 135.000 (0,9%) | (rtve.es/play) |
| 13   | 05.12.2017       | El futuro del trabajo                 | 112.000 (0,7%) | (rtve.es/play) |

### Temporada 3 (2019)
| Núm. | Fecha de emisión | Título                                       | Audiencia      | Link           |
| ---- | ---------------- | -------------------------------------------- | -------------- | -------------- |
| 1    | 07.10.2019       | Dentro de los ensayos clínicos               | 137.000 (1,4%) | (rtve.es/play) |
| 2    | 14.10.2019       | Identidad sexual                             | 158.000 (1,3%) | (rtve.es/play) |
| 3    | 21.10.2019       | Ciberataques. La delincuencia digital        | 104.000 (0,9%) | (rtve.es/play) |
| 4    | 28.10.2019       | Hacia ciudades sin gasolina                  | 137.000 (1,2%) | (rtve.es/play) |
| 5    | 11.11.2019       | Ser feliz en Dinamarca                       | 145.000 (1,1%) | (rtve.es/play) |
| 6    | 18.11.2019       | Prevenir el suicidio                         | 138.000 (1,1%) | (rtve.es/play) |
| 7    | 25.11.2019       | Combatir el sexismo                          | 200.000 (1,7%) | (rtve.es/play) |
| 8    | 02.12.2019       | Pedos, caca y microbiomas                    | 187.000 (1,5%) | (rtve.es/play) |
| 9    | 09.12.2019       | Pseudociencias y credulidad                  | 147.000 (1,1%) | (rtve.es/play) |
| 10   | 16.12.2019       | Vidas sin cuerpo en el mundo digital         | 123.000 (1,0%) | (rtve.es/play) |
| 11   | 23.12.2019       | ¿Cómo reconciliarnos con el plástico?        | 130.000 (1,1%) | (rtve.es/play) |
| 12   | 30.12.2019       | Educación basada en evidencias               | 122.000 (1,1%) | (rtve.es/play) |
| 13   | 06.01.2020       | La cuántica. Misterio, fantasía y revolución | 414.000 (3,0%) | (rtve.es/play) |

### Temporada 4 (2020)
| Núm. | Fecha de emisión | Título                                                         | Audiencia          | Link           |
| ---- | ---------------- | -------------------------------------------------------------- | ------------------ | -------------- |
| 0    | 27.04.2020       | Entrevista a Margarita del Val, inmunóloga y viróloga del CSIC | sólo por rtve.play | (rtve.es/play) |
| 1    | 05.10.2020       | Las pandemias que vienen                                       | 105.000 (1,0%)     | (rtve.es/play) |
| 2    | 12.10.2020       | Entrevista con Harari: Las amenazas del futuro                 | 168.000 (1,3%)     | (rtve.es/play) |
| 3    | 19.10.2020       | Investigando contra la Covid-19                                | 167.000 (1,4%)     | (rtve.es/play) |
| 4    | 26.10.2020       | La huella Neandertal                                           | 165.000 (1,2%)     | (rtve.es/play) |
| 5    | 02.11.2020       | ¿Está enloqueciendo nuestro organismo?                         | 163.000 (1,2%)     | (rtve.es/play) |
| 6    | 09.11.2020       | Las raíces de la violencia                                     | 157.000 (1,2%)     | (rtve.es/play) |
| 7    | 16.11.2020       | Migraciones: datos sin prejuicios                              | 138.000 (1,0%)     | (rtve.es/play) |
| 8    | 23.11.2020       | Adictos al riesgo                                              | 184.000 (1,4%)     | (rtve.es/play) |
| 9    | 30.11.2020       | Realidad o ficción: La conquista del espacio                   | 198.000 (1,4%)     | (rtve.es/play) |
| 10   | 07.12.2020       | ¿Por qué votamos lo que votamos?                               | 182.000 (1,3%)     | (rtve.es/play) |
| 11   | 14.12.2020       | Adaptación al cambio climático                                 | 181.000 (1,4%)     | (rtve.es/play) |
| 12   | 21.12.2020       | Autopsia a la muerte                                           | 148.000 (1,2%)     | (rtve.es/play) |
| 13   | 28.12.2020       | Las gafas de la ciencia                                        | 190.000 (1,4%)     | (rtve.es/play) |

### Temporada 5 (2021)
| Núm. | Fecha de emisión | Título                                                     | Audiencia      | Link           |
| ---- | ---------------- | ---------------------------------------------------------- | -------------- | -------------- |
| 1    | 12.04.2021       | La ciencia bajo nuestros pies                              | 121.000 (1,1%) | (rtve.es/play) |
| 2    | 19.04.2021       | Desconfiados                                               | 134.000 (1,2%) | (rtve.es/play) |
| 3    | 26.04.2021       | Confinamiento: un gran experimento natural                 | 160.000 (1,4%) | (rtve.es/play) |
| 4    | 03.05.2021       | Humanos Híbridos: la conquista del cerebro                 | 161.000 (1,4%) | (rtve.es/play) |
| 5    | 10.05.2021       | ¿Qué me duele cuando me duele?                             | 136.000 (1,2%) | (rtve.es/play) |
| 6    | 17.05.2021       | Donde nacen los idiomas                                    | 81.000 (0,8%)  | (rtve.es/play) |
| 7    | 24.05.2021       | Los misterios del Universo                                 | 125.000 (1,3%) | (rtve.es/play) |
| 8    | 31.05.2021       | Los misterios de la consciencia                            | 107.000 (1,0%) | (rtve.es/play) |
| 9    | 07.06.2021       | La década de los océanos                                   | 86.000 (0,9%)  | (rtve.es/play) |
| 10   | 14.06.2021       | Olfato, el sentido olvidado                                | 105.000 (1,2%) | (rtve.es/play) |
| 11   | 21.06.2021       | Arrinconando al cáncer                                     | 82.000 (0,9%)  | (rtve.es/play) |
| 12   | 28.06.2021       | ¿En qué piensan los robots?                                | 71.000 (0,6%)  | (rtve.es/play) |
| 13   | 05.07.2021       | Nanotecnología: pequeñas soluciones para grandes problemas | 78.000 (0,9%)  | (rtve.es/play) |

### Temporada 6 (2022)
| Núm. | Fecha de emisión | Título                                      | Audiencia      | Link           |
| ---- | ---------------- | ------------------------------------------- | -------------- | -------------- |
| 1    | 18.04.2022       | Los científicos del volcán                  | 145.000 (1,5%) | (rtve.es/play) |
| 2    | 25.04.2022       | El nuevo envejecimiento                     | 143.000 (1,4%) | (rtve.es/play) |
| 3    | 02.05.2022       | Los cerebros del futuro                     | 172.000 (1,5%) | (rtve.es/play) |
| 4    | 09.05.2022       | No es raro tener una enfermedad rara        | 197.000 (2,2%) | (rtve.es/play) |
| 5    | 16.05.2022       | Pinceles y pipetas en el Prado              | 139.000 (1,6%) | (rtve.es/play) |
| 6    | 23.05.2022       | Matemáticas, la fórmula del éxito           | 94.000 (1,1%)  | (rtve.es/play) |
| 7    | 30.05.2022       | El aire tiene su ciencia                    | 13.000 (1,6%)  | (rtve.es/play) |
| 8    | 13.06.2022       | Duarte, un universo en el océano            | 91.000 (1,1%)  | (rtve.es/play) |
| 9    | 20.06.2022       | Lecciones de la pandemia                    | 134.000 (1,6%) | (rtve.es/play) |
| 10   | 27.06.2022       | Cuántica + IA = Futuro                      | 14.000 (1,9%)  | (rtve.es/play) |
| 11   | 04.07.2022       | Daniel Kahneman, pensamiento rápido y lento | 146.000 (1,9%) | (rtve.es/play) |
| 12   | 11.07.2022       | Las energías renovables no son suficientes  | 86.000 (1,1%)  | (rtve.es/play) |
| 13   | 18.07.2022       | Ciencia y tecnología en el desierto         | 117.000 (1,5%) | (rtve.es/play) |

### Temporada 7 (2023)
| Núm. | Fecha de emisión | Título                                        | Audiencia      | Link           |
| ---- | ---------------- | --------------------------------------------- | -------------- | -------------- |
| 1    | 10.04.2023       | Cuenta atrás para derrotar a un cáncer        | 128.000 (1,6%) | (rtve.es/play) |
| 2    | 24.04.2023       | ¿A qué especies salvaremos?                   | 86.000 (1,1%)  | (rtve.es/play) |
| 3    | 01.05.2023       | Dos nobeles que hablan con el cosmos          | 142.000 (1,6%) | (rtve.es/play) |
| 4    | 08.05.2023       | Investigando en los Pirineos                  | 147.000 (1,9%) | (rtve.es/play) |
| 5    | 15.05.2023       | Otras mentes                                  | 139.000 (1,6%) | (rtve.es/play) |
| 6    | 22.05.2023       | La ciencia del jamón                          | 180.000 (2,0%) | (rtve.es/play) |
| 7    | 29.05.2023       | La frontera entre cuerpo y mente              | 107.000 (1,2%) | (rtve.es/play) |
| 8    | 05.06.2023       | Damasio: Siento, luego existo                 | 118.000 (1,4%) | (rtve.es/play) |
| 9    | 12.06.2023       | Viaje a la NASA I: la ciencia                 | 121.000 (1,5%) | (rtve.es/play) |
| 10   | 19.06.2023       | Viaje a la NASA II: Artemis                   | 135.000 (1,7%) | (rtve.es/play) |
| 11   | 26.06.2023       | ¿Por qué dormimos?                            | 132.000 (1,7%) | (rtve.es/play) |
| 12   | 03.07.2023       | Psicodélicos: una nueva terapia para la mente | 96.000 (1,2%)  | (rtve.es/play) |
| 13   | 10.07.2023       | La música del futuro                          | 86.000 (1,2%)  | (rtve.es/play) |

### Temporada 8 (2024)
| Núm. | Fecha de emisión | Título                                                     | Audiencia      | Link           |
| ---- | ---------------- | ---------------------------------------------------------- | -------------- | -------------- |
| 1    | 14.04.2024       | Los genes son los nuevos fósiles                           | 92.000 (1,1%)  | (rtve.es/play) |
| 2    | 21.04.2024       | Inflamados                                                 | 152.000 (1,7%) | (rtve.es/play) |
| 3    | 28.04.2024       | ¿Está loco el tiempo?                                      | 251.000 (2,5%) | (rtve.es/play) |
| 4    | 05.05.2024       | Todos estamos un poco "locos"                              | 174.000 (1,9%) | (rtve.es/play) |
| 5    | 12.05.2024       | Si Cajal levantara la cabeza                               | 152.000 (1,7%) | (rtve.es/play) |
| 6    | 19.05.2024       | Objetivo: frenar el Alzheimer                              | 152.000 (1,5%) | (rtve.es/play) |
| 7    | 26.05.2024       | Lo que pasa en la Antártida... no se queda en la Antártida | 106.000 (1,2%) | (rtve.es/play) |
| 8    | 02.06.2024       | Hinton, una voz de alerta ante la IA                       | 130.000 (1,5%) | (rtve.es/play) |
| 9    | 09.06.2024       | A por 100 más                                              | 99.000 (1,0%)  | (rtve.es/play) |
| 10   | 16.06.2024       | Cómo solucionar conflictos sociales                        | 115.000 (1,3%) | (rtve.es/play) |
| 11   | 23.06.2024       | Nuevos amores                                              | 189.000 (2,3%) | (rtve.es/play) |
| 12   | 30.06.2024       | Newspace: España en la nueva conquista del espacio         | 119.000 (1,2%) | (rtve.es/play) |
| 13   | 07.07.2024       | La energía verde del hidrógeno                             | 97.000 (1,3%)  | (rtve.es/play) |

## Audiencias por temporada
| Edición           | Fecha | Cadena | Audiencia      |
| ----------------- | ----- | ------ | -------------- |
| Primera temporada | 2016  | La 2   | 187.000 (1,7%) |
| Segunda temporada | 2017  | La 2   | 127.000 (0,8%) |
| Tercera temporada | 2019  | La 2   | 165.000 (1,4%) |
| Cuarta temporada  | 2020  | La 2   | 165.000 (1,3%) |
| Quinta temporada  | 2021  | La 2   | 111.000 (1,1%) |
| Sexta temporada   | 2022  | La 2   | 115.000 (1,5%) |
| Séptima temporada | 2023  | La 2   | 124.000 (1,5%) |
| Octava temporada  | 2024  | La 2   | 120.000 (1,5%) |

## Pódcast

### Cerebros sin Fronteras
Cerebros sin Fronteras es una apuesta multiplataforma de RTVE, en la que el proyecto de divulgación de ciencia El Cazador de Cerebros se fusiona el formato digital con la parrilla habitual de La2. Un espacio que tiene por motor el deseo por descubrir, y basado en la idea de que la ciencia aplicada al día a día nos ayuda a entender mejor nuestro entorno, nuestra vida y a nosotros mismos.
| Núm. | Fecha de emisión | Título                                                       | Link           |
| ---- | ---------------- | ------------------------------------------------------------ | -------------- |
| 1    | 21.12.2021       | Begoña Vila, de Galicia al Cosmos con la NASA y el James Web | (rtve.es/play) |
| 2    | 08.02.2022       | Virginia Barber y las raíces de la violencia                 | (rtve.es/play) |
| 3    | 15.02.2022       | Mario Lanza, un nanotecnólogo en la nueva meca científica    | (rtve.es/play) |
| 4    | 22.02.2022       | César de la Fuente, programando algoritmos contra bacterias  | (rtve.es/play) |
| 5    | 01.03.2022       | Enric Sala, ciencia y pasión para salvar los océanos         | (rtve.es/play) |
| 6    | 08.03.2022       | Esteban Moro, estudiando la sociedad con el big data         | (rtve.es/play) |
| 7    | 15.03.2022       | María Rodríguez. La supercomputación contra el cáncer        | (rtve.es/play) |
| 8    | 22.03.2022       | Ramón Gras y la nueva ciencia del urbanismo                  | (rtve.es/play) |
| 9    | 29.03.2022       | Elisa López. La lucha contra las enfermedades de la pobreza  | (rtve.es/play) |
| 10   | 05.04.2022       | Mercedes Maroto. La estrategia de la descarbonización        | (rtve.es/play) |

## Premios
- 2020. Premio Boehringer Ingelheim al Periodismo en Salud  en la categoría de Premio a la divulgación en innovación aplicada a la calidad de vida del paciente por el reportaje Dentro de los ensayos clínicos. [109]
- 2022. Premio de Periodismo en Medicina Personalizada de Precisión en la categoría Medios audiovisuales por el reportaje Arrinconando el cáncer. Lo concede la Fundación Instituto Roche. [110]